# Passeggiata

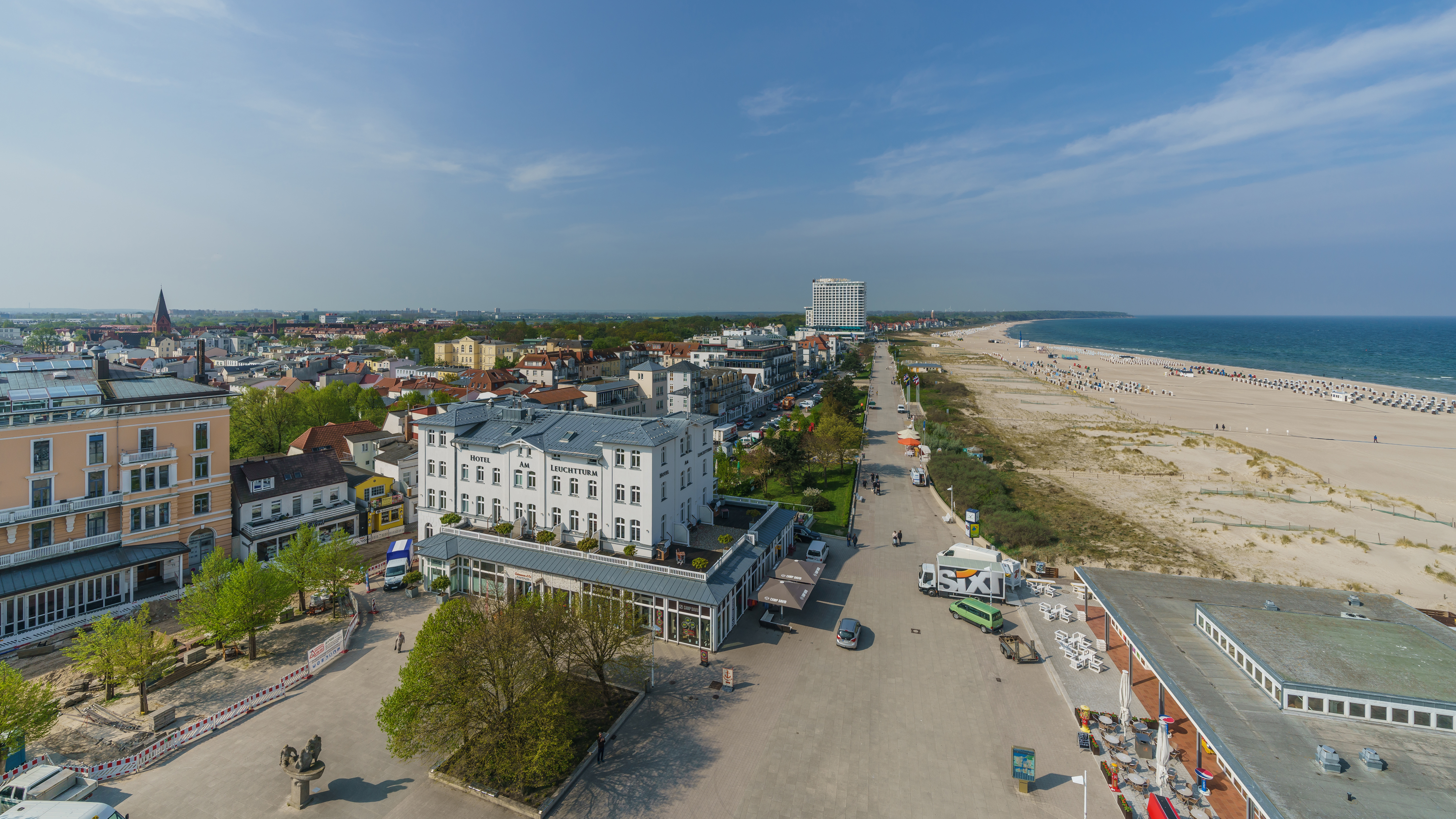
Passeggiata sul lungomare di Warnemünde nella città tedesca di Rostock

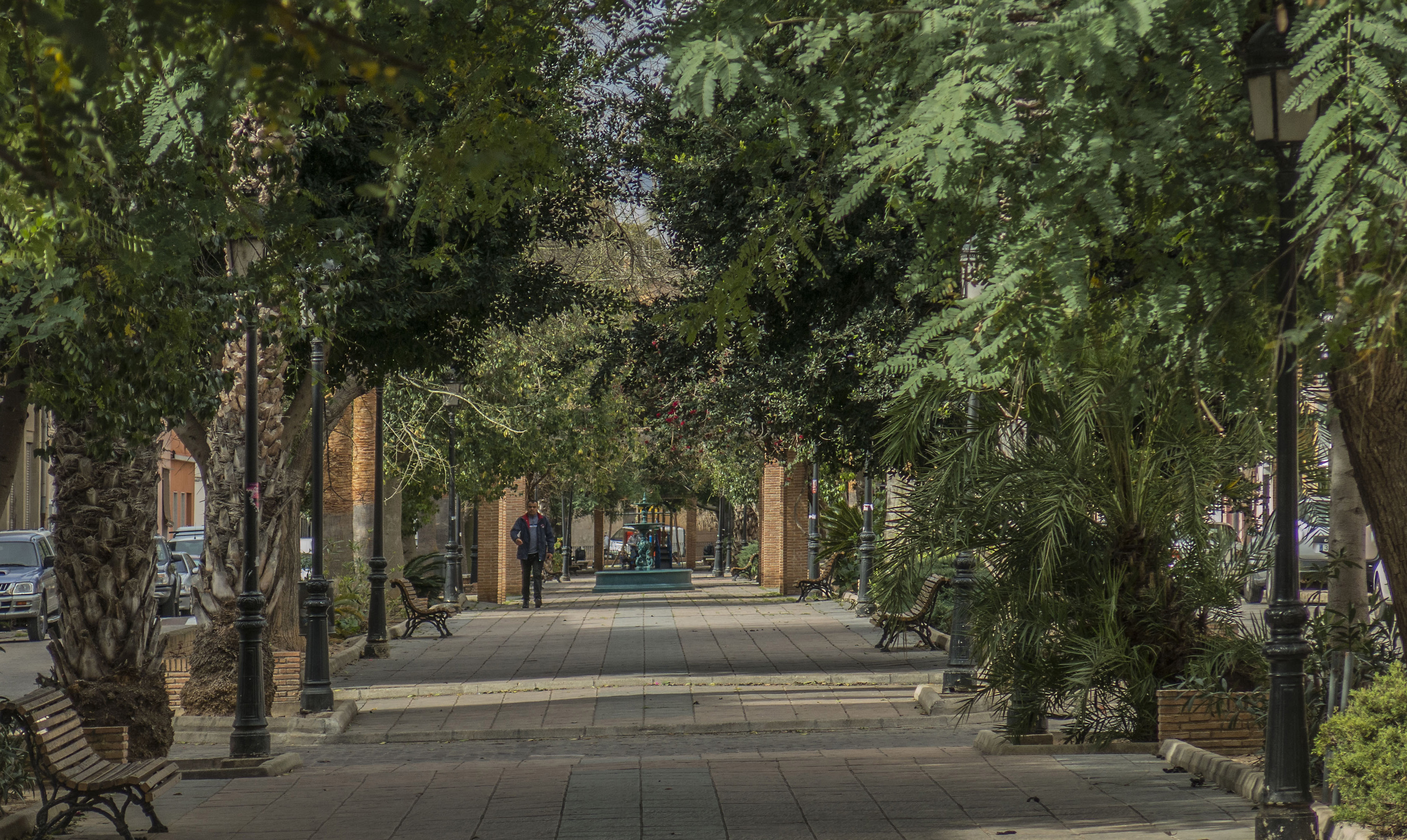
Gran Via del País Valencià (Albalat de la Ribera)

Una passeggiata (in francese promenade) è una strada o viale, di solito, nei pressi di un lungomare, lungofiume o lungolago che, per tranquillità o bellezze naturali o artistiche, sono particolarmente adatte per passeggiare: lo spazio consente alle persone di camminare per scopi ricreativi. Le passeggiate sono spesso sul fronte del mare e permettono di procedere qualunque sia lo stato della marea, senza dover camminare sulla spiaggia.

## Storia
Nel XIX secolo, la demolizione delle fortificazioni cittadine e lo spostamento delle strutture portuali resero possibile in molte città la creazione di percorsi pedonali sulle ex fortezze e bastioni. Le passeggiate divennero popolari in periodo vittoriano, quando era di moda frequentare gli stabilimenti balneari. Una passeggiata, abbreviata spesso in "prom", era un'area dove le persone andavano a camminare per mantenere o instaurare rapporti con "l'alta società". Passeggiate sulla spiaggia come la Promenade de la Croisette a Cannes, la famosa Promenade des Anglais a Nizza o il Lungomare di Barcola a Trieste svolgono ancora un ruolo centrale nella vita cittadina e per il mercato immobiliare.
Negli Stati Uniti, "esplanade" può indicare anche uno spartitraffico (striscia di terra rialzata) o una banchina che divide una carreggiata o un viale. A volte sono semplicemente strisce d'erba, altre possono avere giardini e alberi. Alcune spianate stradali possono essere utilizzate come parchi con percorsi pedonali/per jogging e panchine.
Esplanade e promenade sono spesso usati in modo intercambiabile; anche se il termine "promenade" indica un luogo specificamente destinato ai pedoni, in diversi casi è consentito anche il transito di biciclette e altri mezzi di trasporto non motorizzati.  Nella regione costiera orientale della Spagna sono utilizzati anche altri termini per indicare gli stessi luoghi, come alameda a Siviglia, o rambla, come La Rambla, a Barcellona.

## Esempi in Europa
- Barcola, Trieste, Italia
- La Promenade des Anglais, a Nizza, Francia
- Usedom Beach Promenade, Western Pomerania, Germania (il lungomare più lungo d'Europa)[4]
- Świnoujście, nel Mar Baltico, Polonia
- Esplanadi, a Helsinki, Finlandia

## Galleria

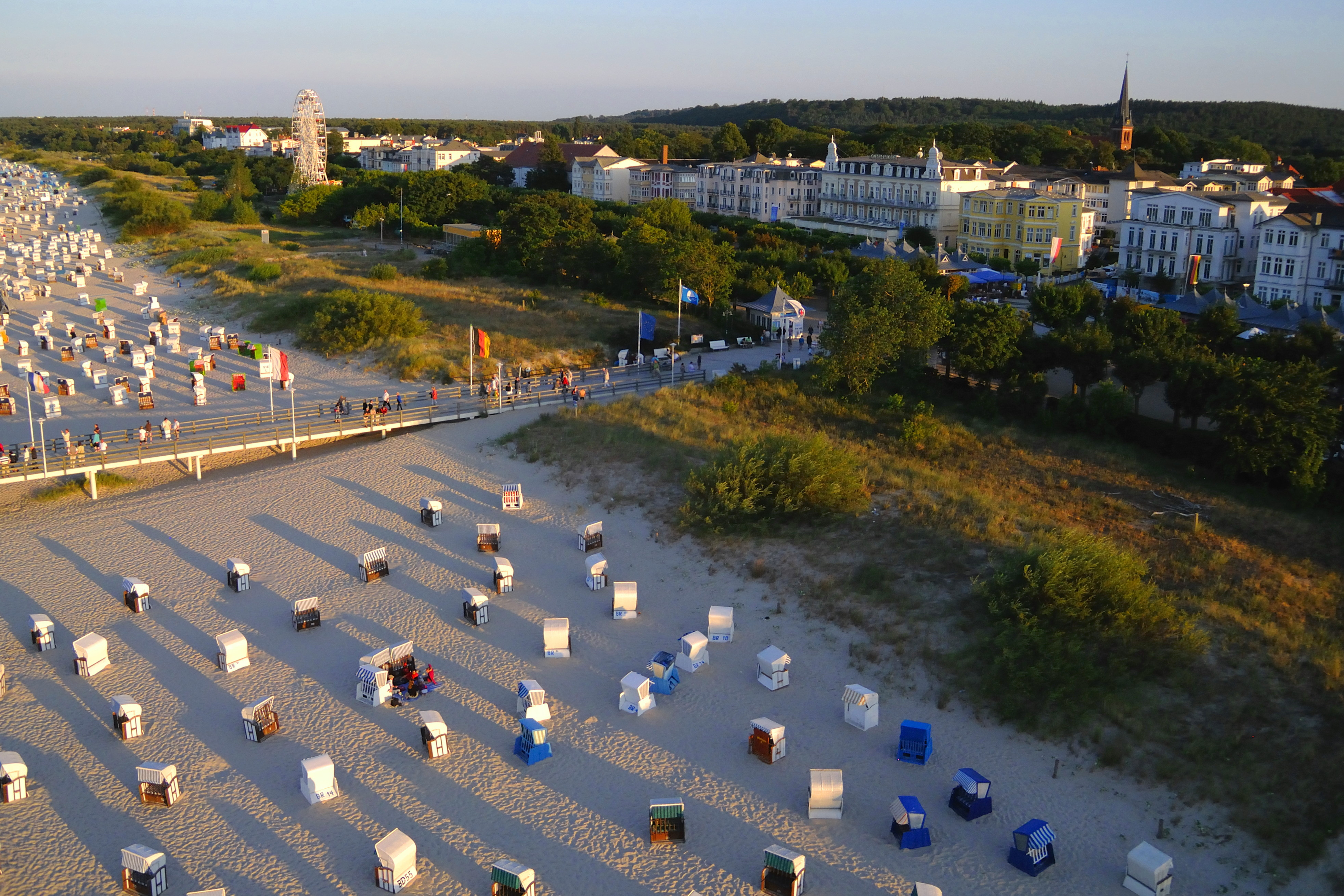
Usedom, Western Pomerania, Germania
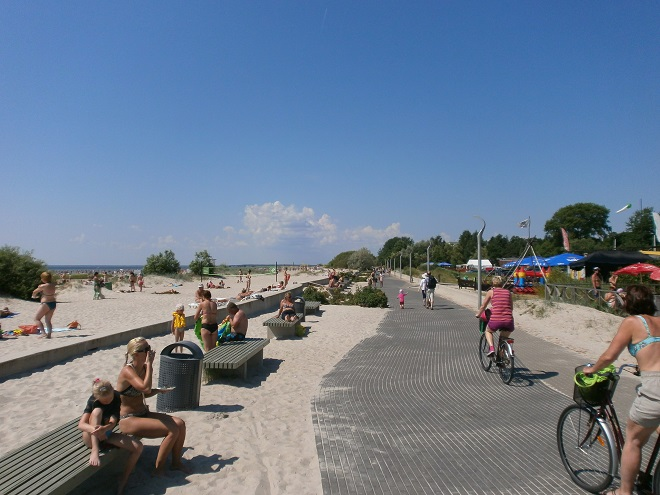
Pärnu, Pärnumaa,
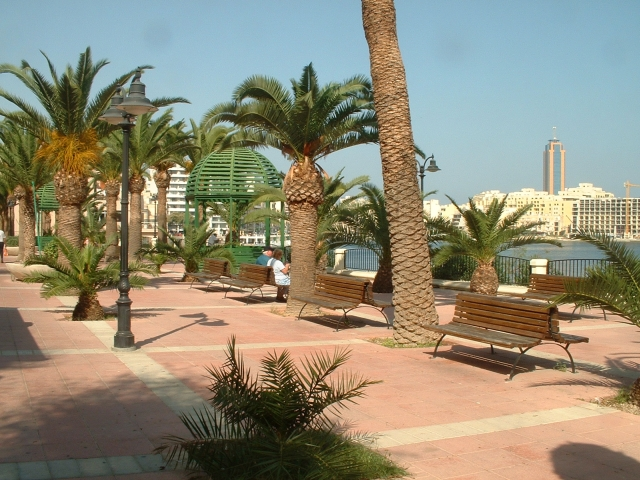
Sliema, Malta
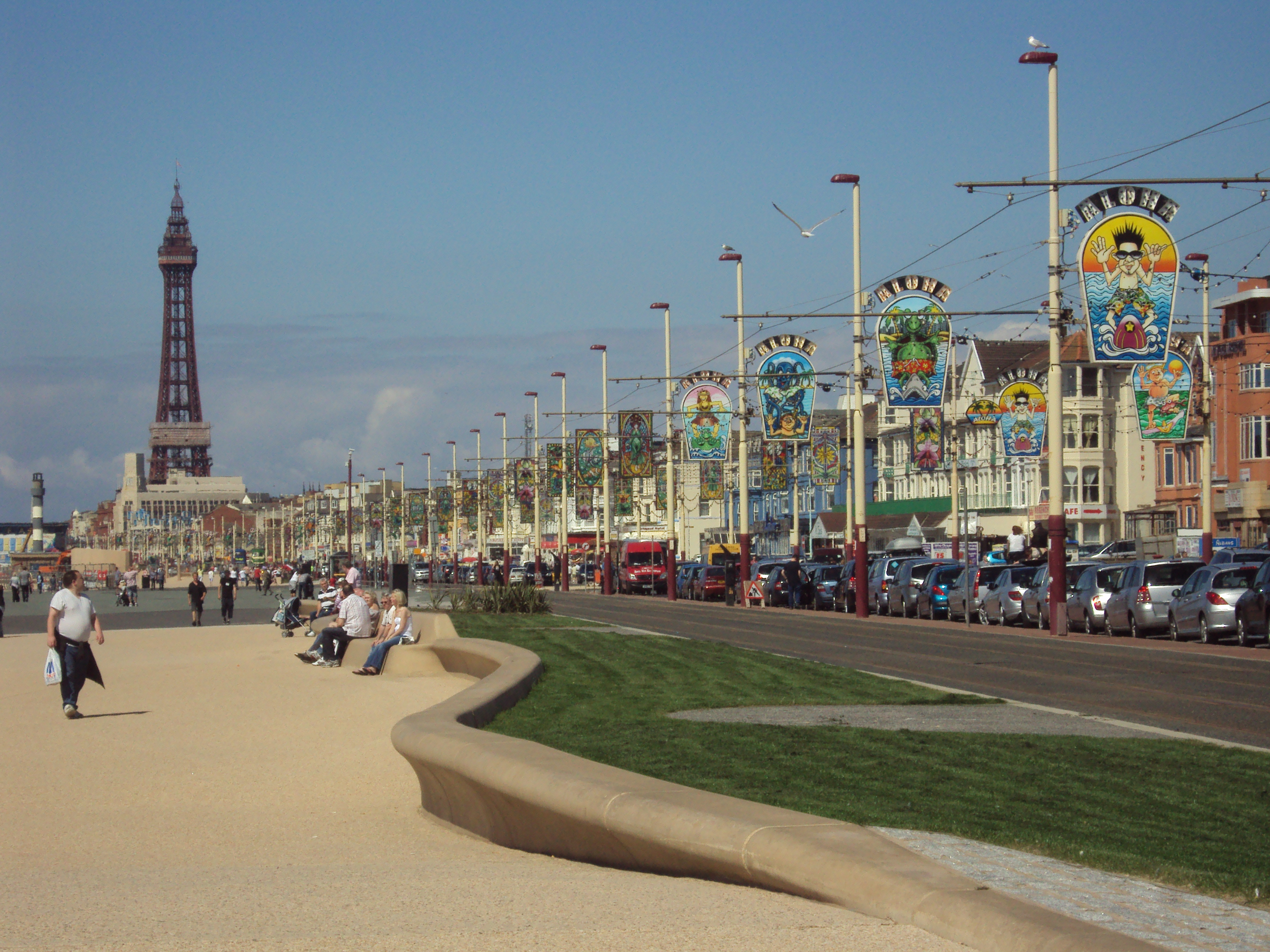
Blackpool, Inghilterra